# John Methuen

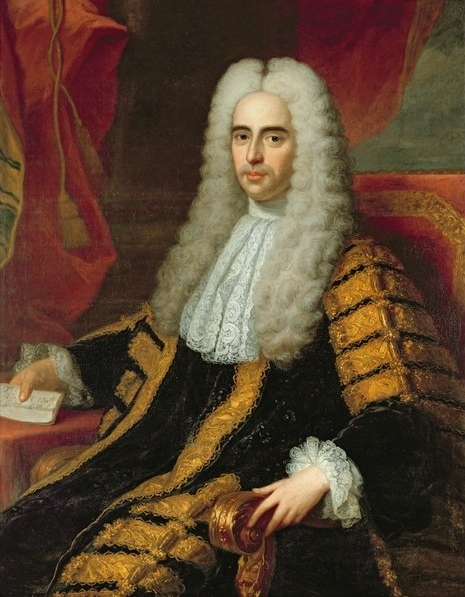
John Methuen

John Methuen, född omkring 1650, död 2 juli 1706 i Lissabon, var en engelsk diplomat, far till Paul Methuen.
Methuen var medlem av underhuset från 1690 till sin död, envoyé i Lissabon 1691-1697 och lordkansler för Irland 1697-1703. Han sändes 1703 som ambassadör till Portugal och avslöt 27 december samma år det efter honom uppkallade Methuenfördraget, som beseglade Portugals politiska beroende av England. Som politiker tillhörde Methuen whigpartiet.